# The Exiled Realm of Arborea
TERA är ett koreanskt MMORPG-spel skapat av Bluehole Studio. Det släpptes i Sydkorea den 25 januari 2011, i Nordamerika 1 maj 2012, och 3 maj 2012 i Europa efter att ha haft beta-tester uppe sedan februari 2012.

## Spelupplägg
TERA har typiska kvaliteter för ett MMORPG, så som leveling, quests och player versus player. Stridssystemet utnyttjar, vid användning av mus och tangentbord, musen som sikte, och det fordras att spelaren riktar sina attacker mot fienden för att träffa. Spelaren måste aktivt ducka eller parera motståndarens attacker.
Spelaren kan antingen använda mus och tangentbord eller en handkontroll.